# Anoecia mimeuri
Anoecia mimeuri är en insektsart som beskrevs av Carl Julius Bernhard Börner 1950. Anoecia mimeuri ingår i släktet Anoecia och familjen långrörsbladlöss. Inga underarter finns listade i Catalogue of Life.